# Leigh Sports Village
Het Leigh Sports Village is een multifunctioneel stadion in de Engelse plaats Leigh. 
Het stadion is onderdeel van een groter terrein dat werd gebouwd om de wijk te voorzien van sport- en recreatiemogelijkheden. Behalve het stadion zijn er onder meer een atletiekbaan, een hotel, kantoren, winkels, een fitnesscentrum en zwembad. Het stadion is het middelpunt van het gebied geworden.
Er zijn verschillende clubs die gebruik maken van dit stadion als thuishaven. De rugbyclub Leigh Centurions maakt er gebruik van, alsook de jeugdelftallen van Manchester United. In 2013 waren er wedstrijden op het wereldkampioenschap rugby league. Ook voor 2022 staan er wedstrijden gepland voor de wereldkampioenschap rugby league van dat jaar. In de zomer van 2022 werden hier wedstrijden gespeeld op het Europees kampioenschap voetbal vrouwen. Het ging om drie groepswedstrijden en een kwartfinale.

## Website
- www.leighsportsvillage.co.uk